# Spelaeomys florensis
Spelaeomys florensis är en utdöd gnagare som beskrevs av D. A. Hooijer 1957. Spelaeomys florensis är ensam i släktet Spelaeomys som ingår i familjen råttdjur. Inga underarter finns listade i Catalogue of Life.
Cirka 3000 till 4000 år gamla kvarlevor av arten hittades på Flores och på mindre öar i området. Denna gnagare åt troligen frukter och blad.
På grund av kvarlevornas utseende antas att arten liknade arterna i släktet Papagomys som likaså lever på Flores. Kindtändernas konstruktion påminner istället mer om släktet Mallomys som förekommer på Nya Guinea.